# Benning Road (Metro de Washington)
Benning Road es una estación subterránea en la línea Azul del Metro de Washington, administrada por la Autoridad de Tránsito del Área Metropolitana de Washington. Se encuentra localizada en 4500 Benning Road en Washington D. C. y fue inaugurada el 22 de noviembre de 1980. 

## Descripción
La estación de Benning Road tiene con una plataforma central y cuatro espacios de aparcamiento para bicicletas.

## Conexiones
La estación cuenta con las siguientes conexiones de autobuses: 
- Rutas del MetroBus.